# 陸軍公主嶺學校
陸軍公主嶺学校（日语：りくぐんこうしゅれいがっこう）位於中國滿洲公主嶺，為大日本帝國陸軍军校（實施學校）之一。

## 概要
屬教育總監隷下之軍學校、1939年（昭和14年）8月1日創設。目的為提升關東軍步兵大隊長・中隊長之實兵指揮教育、及進行步兵・砲兵・工兵各聯隊長之召集教育等。亦實施諸兵種協同相關總合研究、與戰車戰術教育。1940年（昭和15年）12月、戰車戰術教育部門獨立為四平陸軍戰車學校。
1944年（昭和19年）8月、因戰局惡化關校，學校教導團於同年6月23日改編為第68旅團、派遣至菲律賓莱特岛。

## 沿革
- 1939年（昭和14年）8月 陸軍公主嶺學校創設。
- 1940年（昭和15年）12月 戰車教育部門獨立為四平陸軍戰車學校。
- 1944年（昭和19年）8月 因戰局惡化關校。

## 組織
- 教育部
- 研究部
- 教導團
  - 步兵教導聯隊
  - 戰車教導聯隊
  - 砲兵教導聯隊
  - 工兵教導聯隊

## 教育對象及期間
- 大隊長 4個月
- 中隊長 1個月
- 聯隊長 10日

## 歷代校長
- 富永信政 少將：1939年8月15日 -
- 關龜治 中將：1940年12月2日 - 1941年9月11日
- 牛島滿 中將：1941年10月15日 -
- 矢野音三郎 中將：1942年4月1日 -
- 北野憲造 中將：1942年7月15日 - 1943年10月15日
- 村上啓作 中將：1943年12月16日 - 1944年8月30日